# Shunk Plow Company
Shunk Plow Company war ein US-amerikanischer Hersteller von landwirtschaftlichen Geräten und kurzzeitig Automobilen.

## Unternehmensgeschichte
Adam Shunk (1797–1892) gründete das Unternehmen im Oktober 1854. Der Sitz war in Bucyrus in Ohio. Er produzierte landwirtschaftliche Geräte wie Pflüge und Wagen.
1908 stellte das Unternehmen einige Automobile her, die als Shunk angeboten wurden.
1917 wurde das Unternehmen noch erwähnt. Danach verliert sich die Spur.

## Kraftfahrzeuge
Im Angebot standen Highwheeler. Mit den großen Rädern eigneten sie sich gut für die damaligen schlechten Straßen. Die Fahrzeuge hatten einen Zweitaktmotor mit 12 PS Leistung. Er trieb über ein Zweigang-Planetengetriebe die Hinterachse an. Eine Quelle nennt das Vorhandensein eines Differentialgetriebes an der Hinterachse.
Eine zweite Quelle bestätigt den Markennamen, die Bauzeit, die Fahrzeugart Highwheeler und die Motorleistung. Außerdem ist angegeben, dass die Karosserie Platz für zwei Personen bot.